# Emoia atrocostata
Emoia atrocostata es una especie de lagarto escincomorfo del género Emoia, familia Scincidae. Fue descrita científicamente por Lesson en 1830.
Habita en Australia (Península del Cabo York, islas Christmas, Queensland), Taiwán, Singapur, Filipinas, Indonesia, Japón, Vietnam, Malasia, Palaos y Papúa Nueva Guinea.

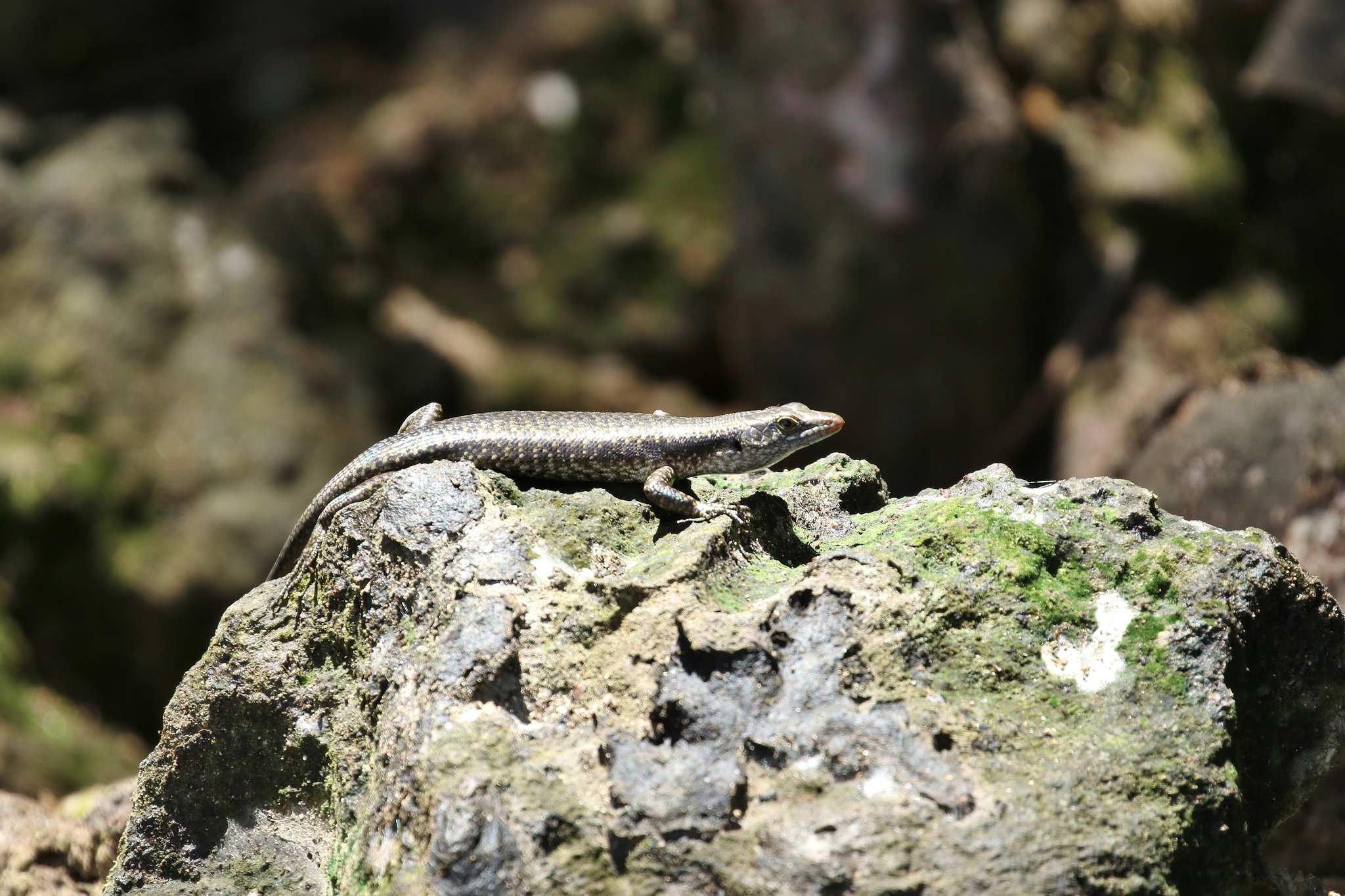
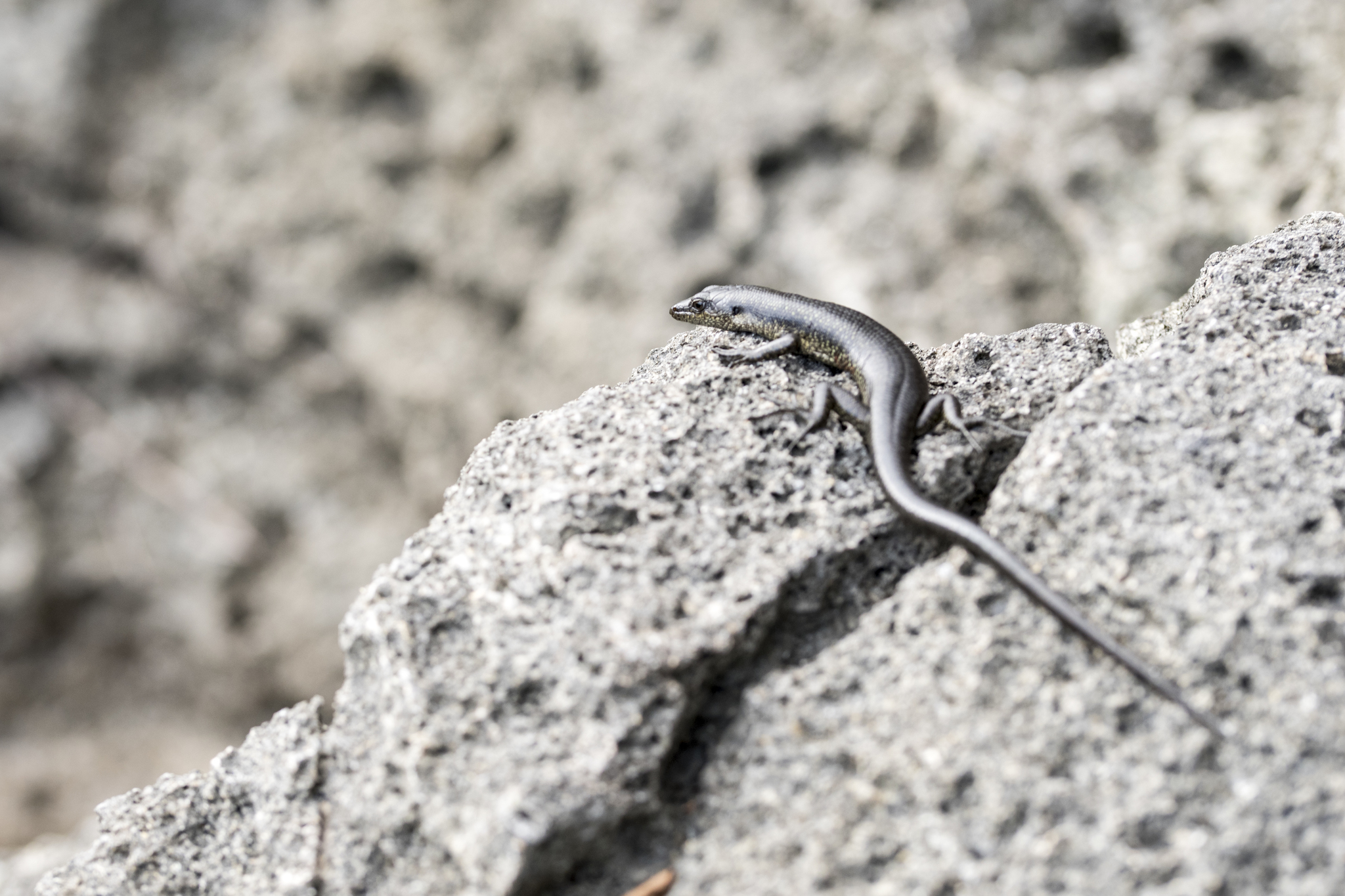
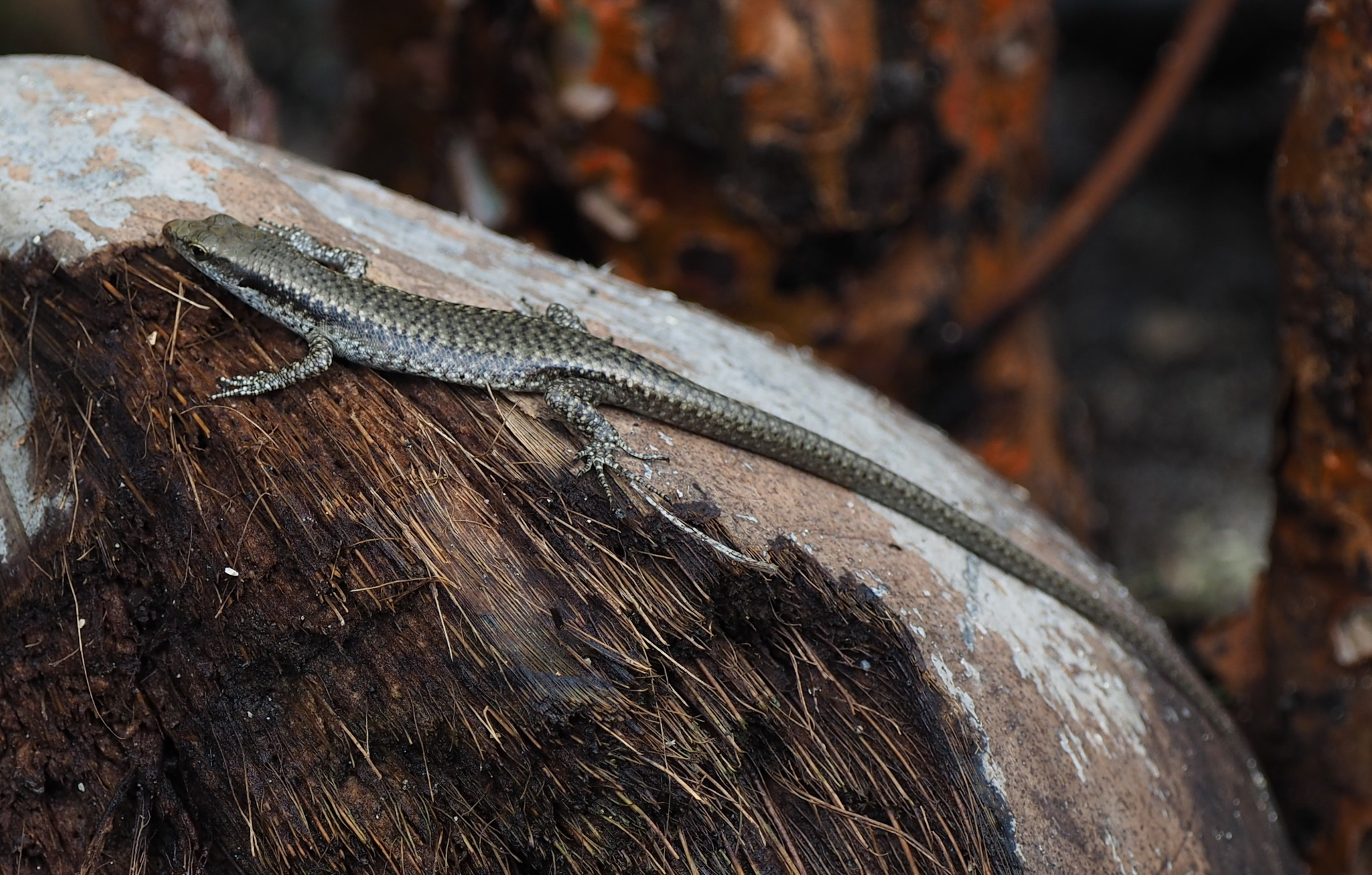

## Descripción
Su color es gris o pardo grisáceo, salpicado de negro. Hay una banda negra tenue a lo largo de cada lado. La garganta suele ser azulada y el vientre verdoso o amarillo a naranja.